# 371P/LINEAR-Skiff
371P/LINEAR-Skiff è una cometa periodica appartenente alla famiglia delle comete gioviane. La cometa è stata scoperta il 19 agosto 2001 , la sua riscoperta il 7 settembre 2018 ha permesso di numerarla .